# 1961年大西洋飓风季
1961年大西洋飓风季于6月15日正式开始，同年11月15日结束，通常情况下每年大西洋盆地的绝大多数热带或亚热带气旋都是在这段时间形成。本季形成的大型飓风数量创下新纪录，直到44年后才被追平。按热带风暴数量计算，飓风季的活跃程度超过平均水平，共有11场获命名的风暴。飓风安娜于7月20日在向风群岛附近的东加勒比海发展形成，是本季首场风暴。气旋对向风群岛构成轻度破坏，然后又以飓风强度袭击英属洪都拉斯（今伯利兹），再在中美洲产生大风并引发洪灾。安娜一共导致一人死亡，经济损失约为30万美元。接下来一个半月，大西洋的热带天气活动陷入沉寂，直至飓风贝特西于9月2日成型。贝特西的最高强度达到萨菲尔-辛普森飓风等级的四级飓风标准，但自始至终位于海上，所以没有对陆地造成影响。
飓风卡拉是本季影响最大的风暴之一，达到五级飓风强度后仅有小幅减弱就直接袭击德克萨斯州，造成43人丧生，损失总额约为3亿2574万美元。飓风黛比最高达到三级飓风标准，主要在东太平洋活动。气旋存在早期令佛得角天气恶劣，致使一架飞机坠毁，共60人死亡。接下来，黛比又以一级飓风强度（有可能已转变成温带气旋）吹袭爱尔兰岛。飓风埃丝特是本季形成的下一场风暴，一度威胁以大型飓风强度袭击新英格兰，但实际上却快速弱化，登陆马萨诸塞州时已降级成热带风暴。气旋产生的总体影响很小，经济损失约为600万美元，但因造成美国海军飞机失事而引起七人遇难。此后，无名热带风暴和飓风弗朗西丝都只对陆地构成轻微影响。10月中旬，热带风暴格尔达又在牙买加和古巴东部引发洪灾，致使12人丧生。
飓风哈蒂是本季强度最高的风暴，在飓风季后期形成并在达到五级标准后袭击伯利兹。哈蒂经确认共导致319人丧生，损失数额约6030万美元。由于伯利兹市所受破坏太过严重，首府不得不迁至内陆的贝尔墨邦。风暴残留之后还可能在东太平洋促成热带风暴西蒙娜。11月初，有热带低气压在波多黎各降下小雨，之后又增强成飓风珍妮。热带风暴英加是本季最后一场风暴，但没有对陆地产生影响，于11月8日消散。9月11日，大西洋盆地上空有贝特西、卡拉和黛比三场飓风同时存在，是1893年后首次出现这种情况，下一次则是超过三分之一个世纪之后的1998年。总体而计，1961年大西洋飓风季的所有热带气旋共导致348人遇难，损失总额约3亿9100万美元。

## 季节总览
1961年大西洋飓风季于6月15日正式开始，活跃程度超过平均水平，共形成11场热带风暴，超出1950至2000年间平均每季9.6场命名风暴的平均值。共有八场风暴达到飓风强度，同样高于1950至2000年间5.9场飓风的平均值。同时，还有七场飓风达到大型飓风标准，创下新纪录，直至2005年才被追平。此外，本季还有两场大型飓风达到五级飓风强度，全季共有四场飓风和两场热带风暴登陆，一共夺走348条人命，经济损失总额达3亿9160万美元。飓风黛比虽然远离海岸，但存在早期及转变成温带气旋后依然引起人员伤亡和破坏。
虽然飓风季早在6月15日就已正式开始，但飓风安娜作为首场风暴直至7月20日才发展成型。7月24日安娜消散后，大西洋盆地的热带天气活动再度陷入沉寂，整个8月都没有热带气旋形成，直到9月2日才发展出飓风贝特西。接下来飓风季转向喧嚣，四天内就有两场大型飓风形成，分别是飓风卡拉和黛比。9月11日，大西洋盆地上空有贝特西、卡拉和黛比三场飓风同时存在，是1893年后首次出现这种情况，下一次则是超过三分之一个世纪之后的1998年。埃丝特虽在9月10日就已成形，但直到同月12日才达到飓风强度。12日晚，又有热带风暴在巴哈马上空形成，气旋总体沿美国东岸移动，但持续时间很短，气象机构也没有为其命名。
9月26日，黛比转变成温带气旋，飓风弗朗西斯则在四天后形成。进入10月后，大西洋盆地上空的热带天气活动显著减少，这个月只形成两场风暴，分别是热带风暴格尔达和飓风海蒂。海蒂是本季最强烈的热带气旋，最大风力时速达260公里，最低气压仅920毫巴（百帕，27英寸汞柱）。经过小幅弱化，飓风于10月31日袭击英属洪都拉斯，最终于11月1日逐渐消散。当晚，飓风珍妮在安地卡岛附近发展形成，其强度一直不高，最终于11月8日转变成温带气旋。热带风暴英加是本季最后一场风暴，于11月5日在墨西哥湾形成，再于三天后消散，此时离飓风季正式结束还有一星期时间。
本季的活跃程度也通过累积气旋能量指数反映出来，达到205，是有纪录以来最高的大西洋飓风季之一。大致来说，气旋能量指数通过飓风强度和持续时间计算，强度越高，持续时间越长的风暴，其指数也相应越高。只有在热带气旋风速达到或超过每小时63公里（34节）或热带风暴强度时才会计算该指数，并纳入全面的气象公告。此外，正式统计中不会计算亚热带气旋的数值。

## 风暴

### 飓风安娜(Ana)
7月20日，一股朝东面移动的东风波在向风群岛附近发展成热带风暴安娜。风暴向西穿越加勒比海，因外界环境有利而于当晚达到飓风强度。次日清晨，气旋达到二级飓风标准，并且继续强化，于当晚成为本季首场大型飓风。7月22日达到最高强度后，安娜在掠过洪都拉斯北岸期间略有减弱。风暴此后继续弱化，于7月24日以持续风速每小时130公里强度登陆英属洪都拉斯。飓风在陆地上空急剧减弱，于当晚完全消散。
成为热带气旋并在背风群岛上空发展期间，安娜给格林纳达带去狂风，不过当地只有少数农作物、树木和电线杆受损。另有多个岛上出现强风，但没有遭受破坏。行经委内瑞拉以北洋面时，风暴在该国产生强风，最高风速达到每小时115公里。洪都拉斯北部因狂风受到大面积破坏，该国有至少36户民居被毁，另有228户受损。格拉西亚斯-阿迪奥斯省受到气旋重创，数以百计的居民无家可归，另外还有约5000棵椰子树被强风推倒。整场飓风一共造成一人死亡，经济损失约为30万美元，其中大部分发生在中美洲。

### 飓风贝特西 (Besty)
9月初，气象机构在热带辐合带内发现东风波。9月2日，附近船只所测数据表明系统内的风速很强，而且气压异常低，气象部门经分析认为这股扰动天气已达到热带风暴强度，因此以“贝特西”（Betsy）为之命名。气旋稳步朝西北方向移动，并因外界环境有利而逐渐增强。协调世界时9月3日中午12点，风暴已成为一级飓风。不久后，坐落在西经50°沿线海域的低压槽令贝特西略向北面转向。低压槽内之后形成低气压区，对贝特西北侧的高压脊形成干扰，引起飓风中心气压上升，但其风速却也在逐渐提高。9月5日，低压槽内的低气压区受到短波槽影响向东北方向前进，贝特西由此得以进一步强化。
9月5日晚，贝特西成为四级飓风，经飞入气旋的侦察机确认，风暴于次日达到风力时速230公里、中心气压945毫巴（百帕，27.91英寸汞柱）的最高强度。但由于自身缺少短波，风暴在行进至百慕大东北偏东方向约710公里洋面时减弱成三级飓风。贝特西接下来进一步弱化成二级飓风，再从9月6日开始基本停止移动，但接下来几天强度基本保持不变。9月9日，气旋因另一条规模很小的低压槽影响开始朝东北移动。随着行经海域纬度逐渐升高，飓风开始减弱，于9月11日降至一级飓风标准，再于次日转变成温带气旋。贝特西的温带残留继续向东北前进并弱化，最终于9月12日清晨在爱尔兰以西水域逐渐消散。这场风暴自始至终远离陆地，所以没有造成任何破坏。

### 飓风卡拉 (Carla)
9月3日，西南加勒比海的热带辐合带内有狂风天气发展成热带低气压。气旋在朝西北行进期间缓慢增强，到9月5日时已强化成热带风暴并获名“卡拉”，再于约24小时后升级成飓风。不久后，风暴蜿蜒北上逼近尤卡坦海峡。9月7日晚，卡拉进入墨西哥湾并从尤卡坦半岛东北近海掠过。次日清晨，气旋已成为大型飓风。风暴恢复西北走势并继续增强，于9月11日达到五级飓风标准。当夜，卡拉略有减弱，但规模依旧庞大，以持续风速每小时233公里强度从德克萨斯州卡尔霍恩县奥康纳港（Port O'Connor）附近登陆。进入陆地上空后，风暴快速弱化，于9月12日降级成热带风暴。卡拉总体保持北上趋势，于9月13日中心位于俄克拉何马州南部上空时转变成温带气旋。系统残留继续向东北移动，于9月14日进入加拿大上空，最终于9月16日清晨在契德利角（Cape Chidley）附近逐渐消散。
穿越尤卡坦海峡期间，卡拉的外围雨带在古巴和尤卡坦半岛产生狂风并引发严重的局部洪灾，但没有出现由此造成破坏或人员伤亡的报道。美国国家飓风中心起初认为飓风对佛罗里达州构成重大威胁，但风暴实际在该州产生的风速不强，降雨量不超过80毫米。相比之下，德克萨斯州拉瓦卡港测得的阵风时速高达270公里，气旋还在该州催生出多场龙卷风并构成重大影响，其中最具破坏性的一场导致八人死亡，55人受伤，约200幢建筑物严重受损，其中至少60幢毁于一旦。整个德克萨斯州共有1915套民居、568套农业建筑和415套其它建筑被毁，另有5万零723户民宅、5620套农业建筑和1万零487套其它建筑受损，该州共有34人丧生，损失总额至少有三亿美元。路易斯安那州同样有多场龙卷风着陆，引起140套民房、11座农场和其它部分建筑被毁，另有231套住房、11座农场和其它部分建筑受到重创，748套民居、75座农场及其它部分建筑受到轻到中度破坏。受卡拉影响，路易斯安那州共有六人死亡，经济损失总额约2500万美元。风暴还在另外多个州降下暴雨，其中又以堪萨斯州情况严重，该州有五人死于山洪爆发，农作物也受到重大破坏。整场飓风一共导致46人遇难，损失总额达3亿2574万美元。卡拉的残留还在加拿大安大略和新不伦瑞克产生强风，但造成的影响基本局限于停电、树枝断裂及树木倒塌。

### 飓风黛比 (Debbie)
8月下旬，中非上空出现热带扰动，估计于9月6日发展成热带风暴。当晚，黛比以强烈热带风暴或是飓风的最低标准强度从佛得角南部经过，致使一架飞机坠毁，共60人死亡。离开佛得角群岛后，气象机构在之后几天里都因缺乏数据而难以确定风暴的具体位置和强度，只知气旋是在朝西北偏西方向移动一段时间后转向北上，直至9月10日有商业航班接触风暴后才确定其位置。次日，黛比经过强化达到风力时速190公里的最高强度，已是三级飓风。接下来气旋逐渐减弱，前进速度也渐渐放缓。到了9月13日，黛比因受到西风带影响而开始向东北偏东方向加速行进。
9月15日，系统以飓风最低标准强度从亚速尔群岛西部上空经过，但气象部门无法确定风暴这时仍属热带气旋还是已转变成温带气旋。接下来黛比在逼近不列颠群岛的过程中得以强化，于9月16日在西爱尔兰海岸掠过。不久后，系统经确认已转变成温带气旋并继续向东北进发。爱尔兰岛大部分地区的风速创下新纪录，近海测得时速183公里的最强阵风。狂风造成大范围破坏和干扰，刮倒数以万计的树木，还有大量供电线缆中断。不计其数的建筑物遭受到不同程度损伤，许多较小的建筑物被毁。大面积的大麦、玉米和小麦作物毁于一旦。整个爱尔兰岛共有18人丧生，其中爱尔兰共和国12人，北爱尔兰六人。爱尔兰共和国遭受的经济损失约为4000到5000万美元，北爱尔兰也有至少400万美元。大不列颠岛部分地区同样受到时速超过160公里的狂风摧残。

### 飓风埃丝特
9月10日，电视红外观测卫星在佛得角群岛西南方向较远处海域发现扰动天气区。当晚，佛得角群岛最南面的西南偏西方向约870公里洋面发展出热带低气压。气旋朝西北方向移动，于9月11日增强成热带风暴并获名“埃丝特”（Esther），再于次日达到飓风标准。9月13日清晨，风暴蜿蜒西进并强化成大型飓风。埃斯特朝西北偏西方向移动，在三级飓风强度下保持约四天后，再于9月17日晚增强成四级飓风，于9月18日达到风力时速233公里的最高强度。
9月19日，风暴在北卡罗莱纳州近海向东北偏北蜿蜒行进。埃丝特开始在逼近新英格兰期间减弱，于9月21日弱化成三级飓风。9月22日清晨，气旋转向东进并迅速弱化成热带风暴。接下来系统的行进路径形成大规模气旋式环路，再于9月25日迂回北上。次日清晨，埃丝特吹袭鳕鱼角，再于几小时后进入缅因湾。9月26日晚，风暴在缅因州东南部登陆，然后减弱成热带低气压，并在魁北克东南部上空转变成温带气旋。系统残留之后又持续存在约12小时，于9月17日清晨消散。北卡罗莱纳州和新泽西州所受影响很小，主要局限于强风和轻度海滩侵蚀，还有因风暴潮引发的沿海洪灾。纽约州的农作物受到狂风重创，还有超过30万用户失去供电。大浪引发沿海洪灾并令多艘游艇受损。马萨诸塞州也有类似灾情。此外，部分地区降雨量超过200毫米，导致地下室、地势低洼的道路和地下通道被淹。总体而言，埃丝特造成的损失程度不高，总额约为600万美元。但是，风暴造成美国海军一架飞机在百慕大以北约190公里海域坠毁，导致七人丧生。

### 无名热带风暴
9月9日至12日，电视红外观测卫星拍下的照片显示巴哈马以东有旋涡存在。9月12日中午12点，卫星观测数据表明系统已发展出地面环流，说明有热带低气压形成。气旋朝北行进，在北卡罗莱纳州近海强化成热带风暴。9月14日清晨，气旋以持续风速每小时64公里强度从北卡罗莱纳州威尔明顿附近登陆。风暴蜿蜒向东北方向加速行进，先后经过中大西洋地区、新英格兰和新不伦瑞克。9月15日抵达圣罗伦斯湾时，气旋已减弱成热带低气压并在不久后消散。
风暴总体上造成的影响很小，北卡罗莱纳州马丁县威廉斯顿（Williamston）降下79毫米雨量。罗得岛州狂风肆虐，朱迪思角（Point Judith）测得的风速达每小时110公里。约有2万9000户家庭失去供电，1200户的电话服务中断。数以百计的小型船只，以及部分渡轮和驳船进水或沉没。马萨诸塞州的阵风时速达到飓风标准，导致许多树木倒塌，输电线缆中断，还有电视天线断裂。该州东南部部分道路因树木倒塌无法通行。缅因州有类似灾情，两幢民居被倒塌的树木砸破，还有一人被大风吹飞的木板打伤。

### 飓风弗朗西丝
9月30日，一股向西移动的东风波在小安的列斯群岛以东组织成热带低气压。六小时后，气旋增强成热带风暴并获名“弗朗西丝”（Frances）。风暴朝西前进，经背风群岛于10月1日进入加勒比海。此后由于缺少上层发散气流，气旋连接数日没有显著发展。10月2日，弗朗西斯在行进至波多黎各以南洋面后转向西北。风暴在波多黎各产生暴雨，最高降雨量是马里考测得的258毫米，当地许多道路和桥梁受到相当严重的破坏。民防部门和美国红十字会迅速将居民撤离，所以岛上没有人员丧生。
弗朗西丝继续朝西北前进，于10月3日清晨以风力时速97公里强度从多米尼加卡普卡纳（Cap Cana）附近登陆。岛上受到的影响缺乏报道。10月3日晚，风暴从特克斯和凯科斯群岛东南方向不远处进入大西洋，此后移动速度有所提升并恢复增强趋势，于10月4日达到飓风标准。在此期间，弗朗西丝蜿蜒朝东北方向前进并进一步深化。10月7日，气旋达到持续风速每小时201公里，最低气压948毫巴（百帕，28英寸汞柱）的最高强度。风暴在这段时间经过百慕大，当地降下34毫米雨量。10月7日晚，弗朗西斯回转北上。次日清晨，飓风转向西北并开始减弱，于10月9日早上6点左右降级成热带风暴，六小时后又在缅因湾上空转变成温带气旋。风暴残留回转东北偏北，袭击新斯科舍后于10月10日清晨逐渐消散。

### 热带风暴格尔达
10月16日，一股向西移动的东风波在牙买加以南水域发展成热带低气压。此后不久，气旋登陆克拉伦登区并继续北上，又于10月17日从古巴南圣克鲁斯附近登陆。热带低气压在牙买加和古巴东部降下暴雨，牙买加因洪灾导致多条道路受损，京斯敦许多居民被撤从家中撤离，该国共有五人遇难。古巴东部的洪灾夺走七条人命，低气压离开古巴后进入大西洋，然后又穿过巴哈马。
低气压加速朝东北偏北移动并开始增强。10月19日晚，气旋在进行至百慕大和美国东岸之间时达到热带风暴强度并获名“格尔达”（Gerda）。10月20日，风暴蜿蜒朝东北方向移动，在此期间达到风力时速110公里的最高强度。但是，马萨诸塞州近海的一座德克萨斯天线塔却测得飓风强度狂风。10月21日凌晨0点，格尔达在新斯科舍巴林顿（Barrington）东南偏东方向约160公里海域转变成温带气旋。风暴对新英格兰产生的破坏同“典型的东北风暴大致相同。”气旋残留先朝东北方向移动，之后又转向东进，最终于10月22日晚在纽芬兰岛和亚速尔群岛之间逐渐消散。

### 飓风哈蒂
10月下旬，西加勒比海连续数日有低气压区存在。10月27日，圣安德列斯群岛的机场及海上一艘船只发现低气压区内有闭合环流中心存在，美国国家飓风中心因此从10月27日将系统归类成热带风暴，并以“哈蒂”（Hattie）为其命名。风暴朝北面和东北偏北前进，很快就达到飓风标准，次日又成为大型飓风。接下来风暴在牙买加以西海域转向西进并增强至五级飓风标准，风力时速达到260公里，再在减弱成四级飓风后从伯利兹市南部登陆。气旋继续向西南进发，在中美洲的山区地形上空快速弱化，于11月1日逐渐消散。风暴残留此后有可能还在东太平洋促成热带风暴西蒙娜。
哈蒂首先对加勒比地区西南部产生影响，圣安德列斯岛有一人死亡，风速达到飓风强度。气象机构起初预测风暴会继续北上袭击古巴，岛上因此疏散人员。但哈蒂实际上向西转向，古巴因此幸免，大开曼降下290毫米雨量。英属洪都拉斯受灾最为严重，首府伯利兹市受到狂风巨浪和强烈的风暴潮重创。据领地总督估算，全城有约70%的建筑受损，导致上万居民流离失所。由于灾情太重，首府不得不迁往内陆的贝尔墨邦。整场飓风一共在英属洪都拉斯造成307人丧生，经济损失约6000万美元。据政府估算，哈蒂的破坏程度比夺走2000余条人命的1931年伯利兹飓风要高得多，幸得事先获得警告才大幅降低死亡人数。此外，飓风还在危地马拉导致11人丧生，洪都拉斯也有一人遇难。

### 飓风珍妮
10月30日，东加勒比海有下层低压槽形成。低压槽很快分裂，其中偏北侧的部分于11月1日中午12点在安地卡岛附近催生出热带低气压。气旋存在早期就在波多黎各降下小雨，最高降雨量达到126毫米。低气压向东北方向的上层低压槽逼近，之后四天里强度一直很弱。11月3日，气旋蜿蜒东进，于11月4日短暂转向东南。接下来24小时里，低气压的移动路线形成圆形环路，先朝东北移动，再又转向西北偏北，之后又转至西北偏西，最终于11月6日清晨达到热带风暴标准并获名“珍妮”（Jenny）。
经过进一步强化，风暴于11月6日达到飓风标准。当晚，美国气象局开始针对气旋发布公告，称珍妮拥有许多飓风季后期的亚热带气旋特征。11月6日下午18点左右，气旋达到最大持续风速130公里、最低气压974毫巴（百帕，28.8英寸汞柱）的最高强度。此后，风暴移动速度一度放缓，强度也有减弱，于11月7日中午时分降级成热带风暴，然后蜿蜒朝东北方向前进并继续弱化。11月8日飞入系统的侦察机所测数据表明，珍妮已在百慕大以东约1440公里洋面转变成温带气旋。风暴的温带残留继续向东北前进并减弱，最终于11月9日晚逐渐消散。

### 热带风暴英加
11月4日清晨，一艘名为“航海家号”（SS Navigator）的船只在墨西哥湾内接触到天气系统，该系统当时产生的西北风时速达到130至148公里。侦察机所测数据表明热带风暴英加于11月5日凌晨0点在韦拉克鲁斯东北方向约233公里海域发展形成。强烈的高气压系统和冷锋从德克萨斯州进入墨西哥湾，迫使风暴南下，之后又转向东南。气旋缓慢增强，于11月7日清晨达到风力时速110公里的最高强度。此后，英加几乎停止前进并开始弱化。由于侦察机无法定位闭合环流，气象部门估计截至11月8日中午12点，风暴已在坎佩切湾内消散。

### 其它风暴
根据墨西哥的报道，塔巴斯科州和夸察夸尔科斯西岸近海在6月底有热带低气压形成，韦拉克鲁斯州北部受到气旋的严重影响，于6月30日降下暴雨。但是，大西洋飓风最佳路径数据库内没有把这一天气系统列为热带低气压。

## 风暴名称
以下名单列出1961年用来给北大西洋热带气旋命名的名称，其中弗朗西斯、哈蒂、英加和珍妮都是首度使用。卡拉和哈蒂之后退役，永远不会再用于大西洋风暴命名。
|  | - Kara（未用） - Laurie（未用） - Martha（未用） - Netty（未用） | - Orva（未用） - Peggy（未用） - Rhoda（未用） - Sadie（未用） - Tanya（未用） - Virgy（未用） - Wenda（未用） |